# Musée d'Elbląg
Le musée d'Elbląg (du nom complet : musée d'archéologie et d'histoire d'Elbląg, en polonais : Muzeum Archeologiczno-Historyczne w Elblągu) est un musée consacré à l'histoire de la région. Il est situé au bord de la rivière Elbląg.

## Histoire
Fondé en 1954, le musée occupe le bâtiment de l'enceinte de l'ancien château des chevaliers teutoniques, détruit par les habitants de la ville révoltés contre le joug de l'Ordre en 1454.
Dans la cour du musée  on peut apprécier la maison de vikings de Truso, reconstruite d'après les recherches de Marek Jagodziński, le découvreur de Truso.

## Collections
En raison de longue et riche histoire d'Elbląg et de ses environs, le musée a des larges perspectives de développement. Les recherches archéologiques menées dans la vieille ville apportent systématiquement des nouvelles découvertes et fournissent des objets d'exposition intéressants.
La majeure partie de la collection constituent des objets d'Elbląg, de Poméranie, ainsi que des pays du nord de l'Europe.
Parmi les objets les plus intéressants on trouve:
- des meubles baroques incrustés fabriqués à Elbląg
- la vaisselle d'étain des XVIe et XVIIIe siècles
- des pièces d'orfèvrerie de Poméranie
- céramique blanche décorée au cobalt
- des cartouches héraldiques de bourgeois d'Elbląg (XVIIe – XIXe siècle)
- des documents anciens
- militaria (XIIe – XVe siècle)
- des documents et des souvenirs des personnes déplacées à Elbląg en 1945-1947 en provenance de l'est de la Pologne

## La cité de Truso
L'ancêtre d'Elbląg contemporaine était la cité de Truso du début du Moyen Âge dont des historiens et des archéologues connaissaient l'existence et qui était cherchée pendant des siècles sans résultat. Le port légendaire (décrit au IXe siècle par le roi d'Angleterre Alfred le Grand) était habité par plusieurs nations et constituait un centre commercial médiéval qui gardait le contact avec les recoins les plus éloignés de l'Europe.
En 1982, après des longues recherches, le docteur Marek Jagodziński découvre la cité légendaire. Elle était située près de Janów sur le lac Drużno.